# Lực lượng Vũ trang Hoàng gia Thái Lan
Quân đội Thái Lan, danh xưng chính thức là Lực lượng Vũ trang Hoàng gia Thái Lan (chữ Thái: กองทัพไทย, Kongthap Thai), là lực lượng quân sự chính thức thuộc Vương quốc Thái Lan, gồm có ba nhánh chính: 
- Lục quân Hoàng gia Thái Lan (กองทัพบกไทย, Kongthap Bok Thai)
- Hải quân Hoàng gia Thái Lan (กองทัพเรือไทย, Kongthap Ruea Thai) bao gồm cả Lực lượng Thủy quân Lục chiến Hoàng gia Thái Lan
- Không quân Hoàng gia Thái Lan (กองทัพอากาศไทย, Kongthap Akat Thai)
- Công an Hoàng gia Thái Lan (สำนักงานตำรวจแห่งชาติ, samnakngan tamruat haeng chat) thường được xem là lực lượng vũ trang
- Các lực lượng bán vũ trang không chính quy

Về danh nghĩa, Quốc vương Thái Lan là Lãnh đạo tối cao (จอมทัพไทย; RTGS: Chom Thap Thai) của Lực lượng vũ trang Hoàng gia Thái Lan. Tuy nhiên, trên thực tế, quân đội Thái Lan được quản lý của Bộ Quốc phòng Thái Lan, đứng đầu bởi Bộ trưởng quốc phòng (thành viên Nội các Thái Lan), và được chỉ huy bởi Tổng hành dinh Lực lượng Vũ trang Hoàng gia Thái Lan, đứng đầu là Tư lệnh Lực lượng Phòng vệ.. Vị trí Tư lệnh Lực lượng Phòng vệ, hay Tổng tư lệnh, được coi là vị trí quyền lực nhất trong quân đội Thái Lan.
Quân đội Thái Lan có 250.000 quân thường trực, 283 xe tăng chiến đấu chủ lực (bao gồm các xe T-84, M-48, M-60...), 410 xe tăng hạng nhẹ, 1.003 xe thiết giáp, 20 pháo tự hành, 608 pháo xe kéo, 336 pháo cao xạ, 193 máy bay chiến đấu (bao gồm F-16, F-5, Learjet 35...), 32 máy bay huấn luyện L-39, 68 máy bay vận tải, 233 trực thăng, khoảng 100 tàu chiến các loại, trong đó có 1 tàu sân bay.
Ngày truyền thống của Lực lượng Vũ trang Hoàng gia Thái Lan được tổ chức vào ngày 18 tháng 1 để kỷ niệm chiến thắng của vua Naresuan trong trận chiến chống lại Thái tử Mingyi Swa của Miến Điện năm 1593.

## Vai trò
Vai trò chính của Lực lượng Vũ trang Hoàng gia Thái Lan là bảo vệ chủ quyền và toàn vẹn lãnh thổ của Vương quốc Thái Lan. Các lực lượng vũ trang cũng bắt buộc phải bảo vệ chế độ quân chủ Thái Lan trước mọi mối đe dọa từ nước ngoài và trong nước. Ngoài những vai trò này, các lực lượng vũ trang còn có trách nhiệm đảm bảo an ninh trật tự công cộng và tham gia các chương trình phát triển xã hội bằng cách hỗ trợ chính phủ dân sự. Các lực lượng này còn phải tham gia hỗ trợ nạn nhân của các thảm họa quốc gia và kiểm soát ma túy.
Trong những năm gần đây, Lực lượng Vũ trang Hoàng gia Thái Lan đã bắt đầu tăng cường vai trò của mình trên trường quốc tế bằng cách cung cấp lực lượng gìn giữ hòa bình cho Liên Hợp Quốc (UN), trong Lực lượng Quốc tế về Đông Timor (INTERFET) từ 1999 đến 2002 và tham gia trong lực lượng đa quốc gia ở Iraq, đóng góp 423 nhân sự từ 2003 đến 2004.

## Nhân sự

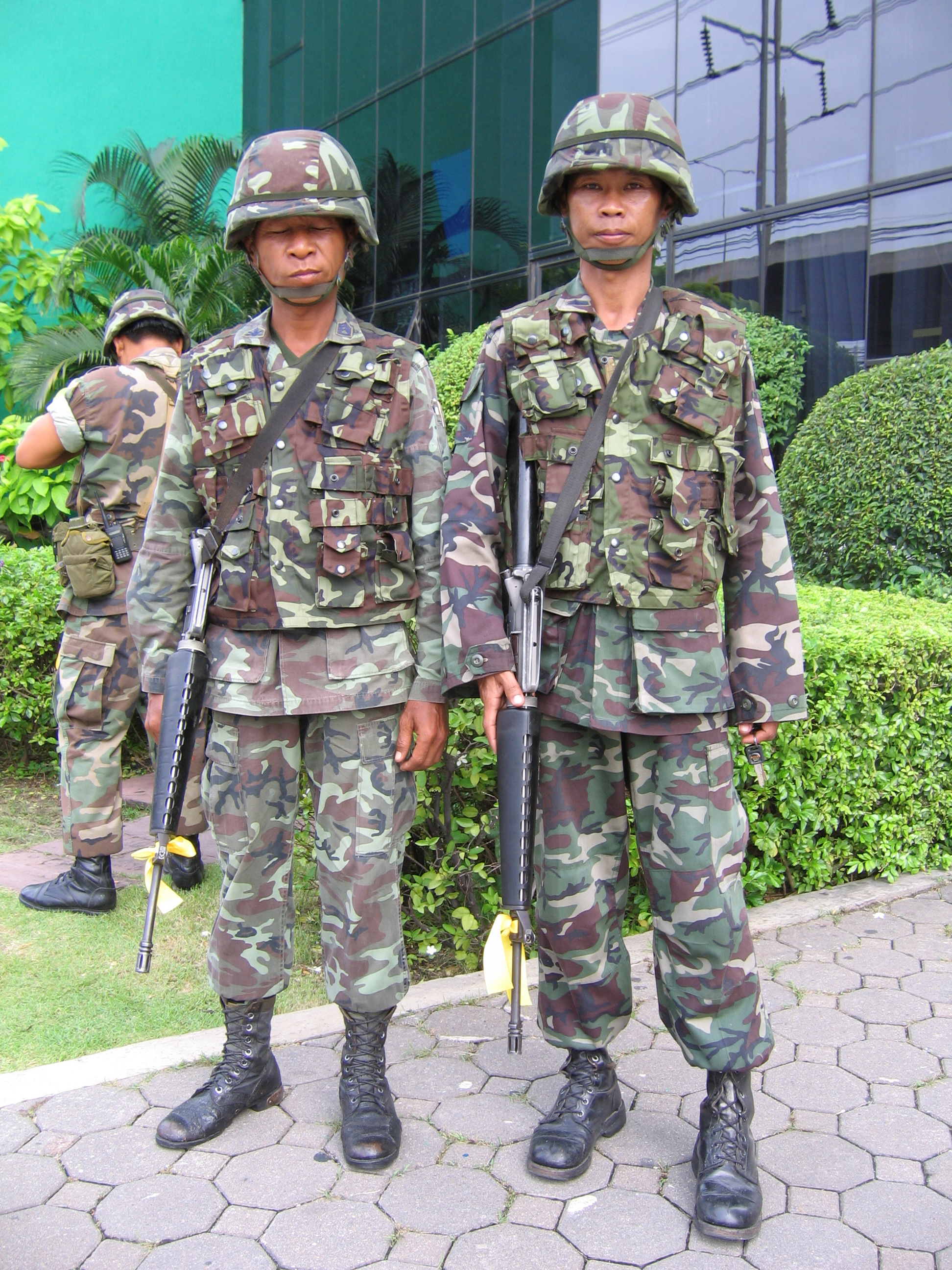
2 người lính trên đường phố năm 2006

Vào năm 2004, số công dân Thái Lan là nam, có độ tuổi từ 15 - 49 là 17.944.151 người, đây là số người có khả năng tham gia chiến đấu khi có chiến tranh. Theo hiến pháp năm 1997 của Thái Lan, việc phục vụ trong quân đội là nghĩa vụ đối với mọi công dân nam từ độ tuổi 21, những ai chưa trải qua một khóa đào tạo phải tham gia phục vụ trong quân đội. Những người tình nguyện phải tham gia từ 6 đến 18 tháng phục vụ trong quân đội tùy thuộc vào trình độ giáo dục của họ, trong khi đó những đối tượng như vậy nếu bị gọi một cách ngẫu nhiên sẽ phải phục vụ 24 tháng trong quân đội. Độ tuổi nhỏ nhất để tham gia vào quân đội là 18, nhưng phải trên 21 tuổi, khi có đủ sức khỏe, mới được tuyển vào để đào tạo tân binh. Trước khi đạt được độ tuổi này, họ vẫn có thể được đăng ký vào quân đội ở độ tuổi từ 18 trở lên.

## Ngân sách
Năm 2000, Thái Lan chi khoảng 1,775 tỷ USD cho quân đội. Năm 2003 Thái Lan chi 1,8% Tổng sản phẩm nội địa (GDP) cho quân đội. Ngân sách quốc phòng gần gấp ba lần từ 78,1 tỷ Baht trong năm 2005 lên tới 207 tỷ Baht trong năm 2016 (1 tháng 10 năm 2015 - 30 tháng 9 năm 2016), chiếm khoảng 1,5% GDP. Ngân sách cho năm 2017 là 214 tỷ Baht (6,1 tỷ USD), bao gồm các khoản tiền cho việc mua tàu ngầm, trên danh nghĩa có mức tăng là 3%. Ngân sách đề xuất một lần nữa chiếm khoảng 1,5% GDP và 8% tổng chi tiêu của chính phủ cho năm 2017. Theo thống kê, Quân đội Hoàng gia Thái Lan thường nhận được 50% chi phí quốc phòng trong khi không quân và hải quân nhận được 22% mỗi khoản.